# 1974 v dopravě
Tento článek obsahuje seznam událostí souvisejících s dopravou, které proběhly roku 1974.

## Události
- 3. dubna 1974

 ES499.001 – první československá dvousystémová elektrická lokomotiva – vykonává na cerhenickém zkušebním okruhu technicko-bezpečnostní zkoušku.
- 9. května 1974

 Byl slavnostně otevřen první úsek Pražského metra; jednalo se o linku C; její část podcházející středem města. Celá akce se stala velkou politickou událostí a manifestací tehdy oslavovaného Československo-sovětského přátelství, jelikož metro bylo vybudováno s pomocí sovětských odborníků. K tomuto dni též i v tramvajové síti přestaly sloužit předválečné dvounápravové tramvaje a nahradily je vozy koncepce PCC. Zaveden byl také jednotný a nepřestupný tarif.
- 23. července 1974

 Slavnostně byl ukončen provoz na úseku trati 222 z Trhového Štěpánova do Dolních Kralovic. Železnice musela spolu s městečkem v údolí Želivky ustoupit výstavbě vodní nádrže Švihov dokončené v roce 1976. Provoz na zbytku tratě z Benešova přes Vlašim do Trhového Štěpánova zůstal nadále zachován. Na zrušeném asi 15 km úseku se nacházelo 5 zastávek.
- 30. srpna 1974

 V Záhřebu došlo k železniční nehodě, která si vyžádala přes sto obětí na životech.
- 28. září 1974

 Československé státní dráhy zastavily provoz na úzkorozchodné železnici Ružomberok – Korytnica.
- 24. prosince 1974

  v západoukrajinském městě Rovno byla zahájena pravidelná trolejbusová doprava.

## Neznámé datum
Do Polska byly dodány první motorové lokomotivy TEM2 z lokomotivky v Brjansku.
 Firmy Krupp a AEG začaly dodávat dvousystémové (AC 15 kV, 16,7 Hz a 25 kV, 50 Hz) elektrické lokomotivy řady 181.2 pro Deutsche Bundesbahn.